# 井

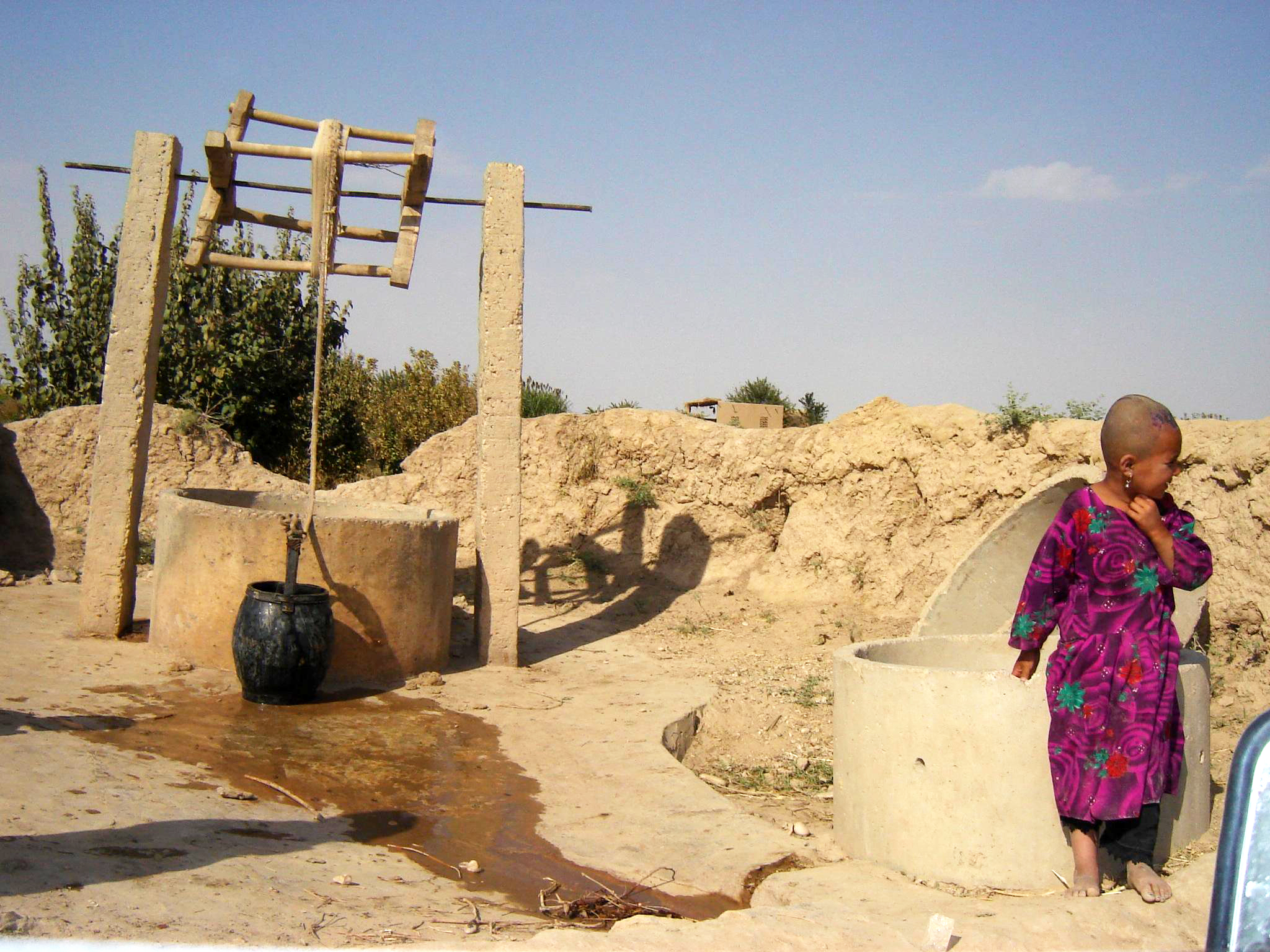
位於阿富汗法里亚布省村中的水井

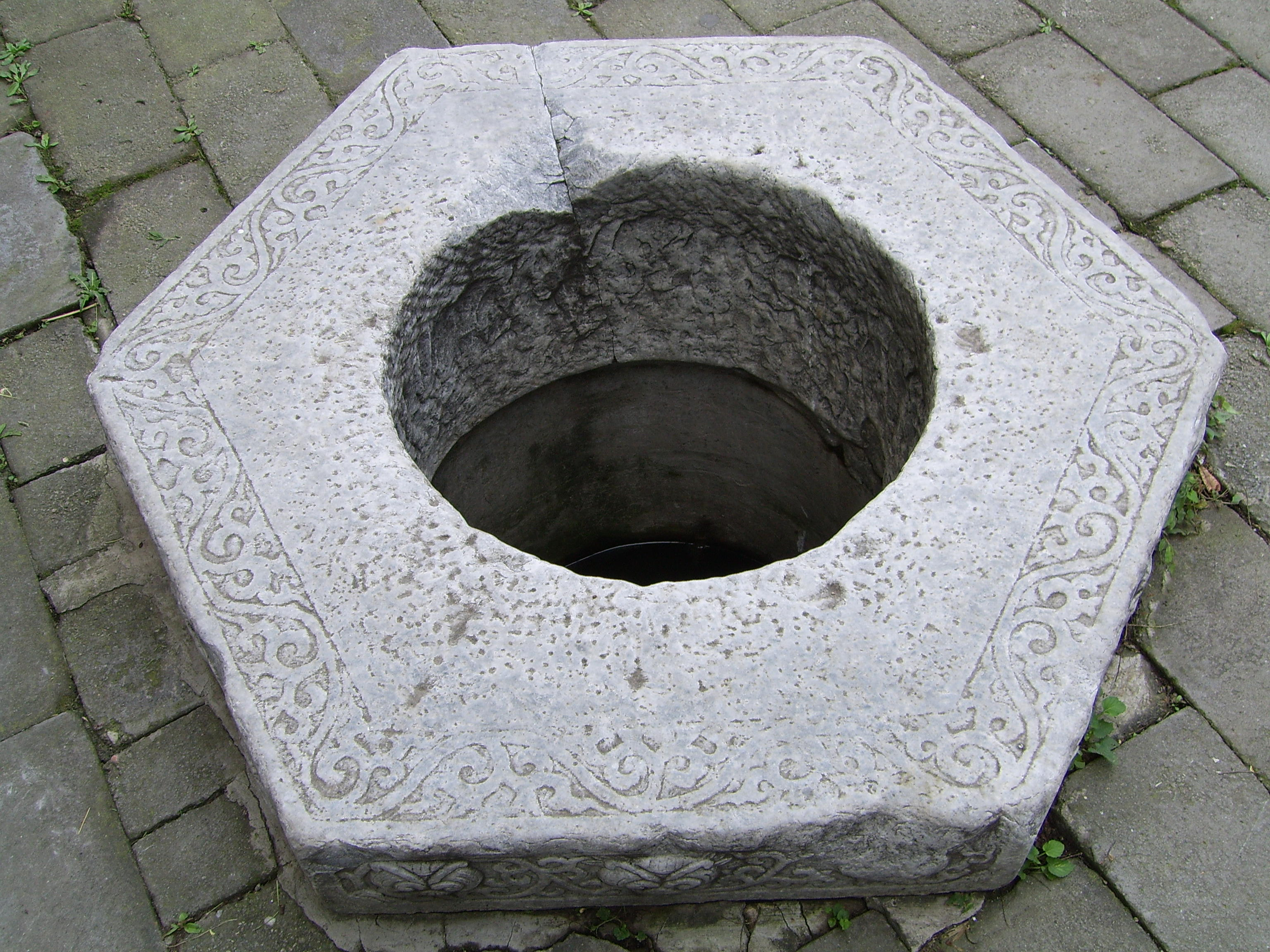
中华人民共和国北京市香山的香山寺（遺址）山門前古井

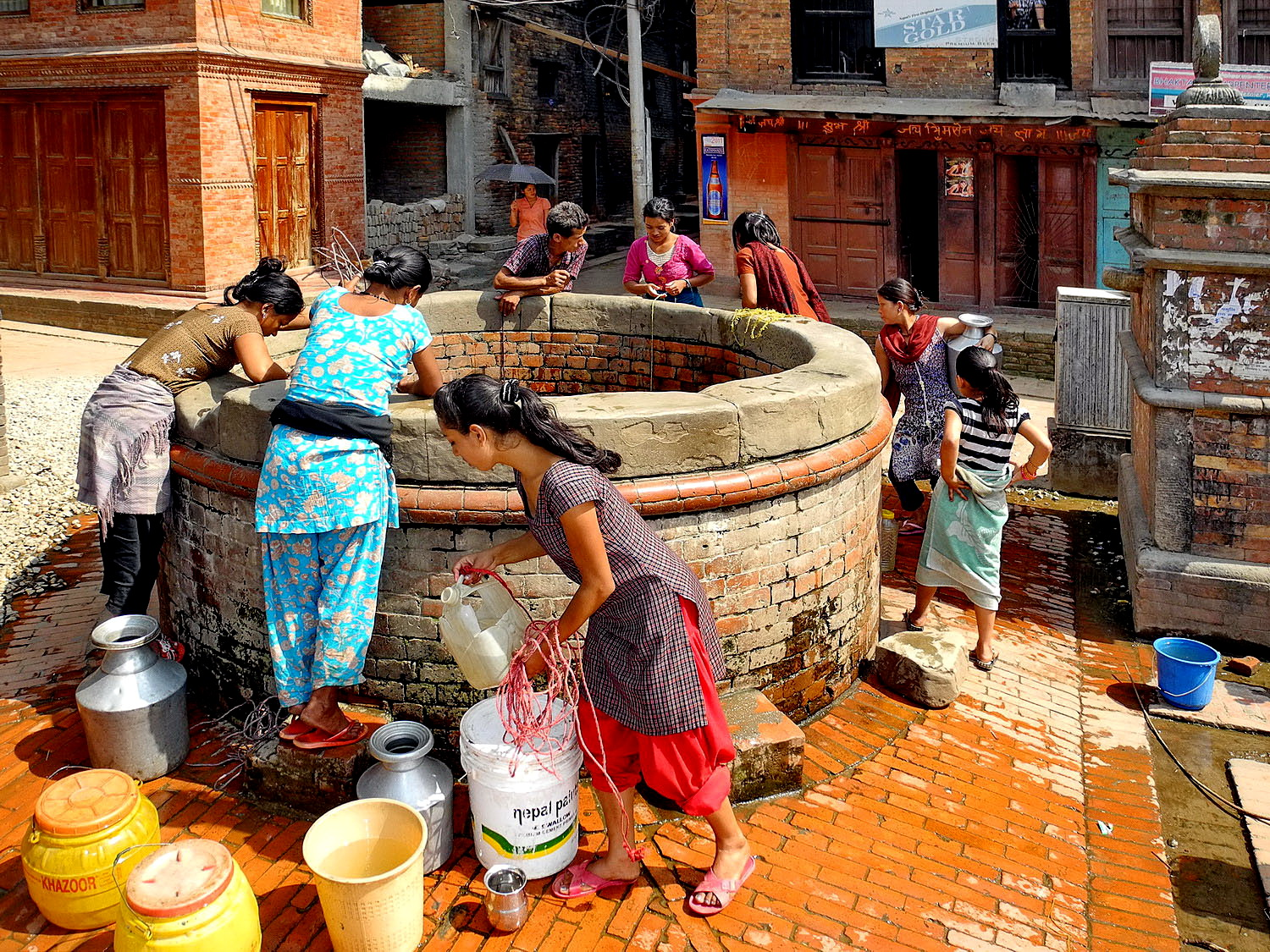
印度的大井

井是透過挖掘、驅動或鑽探在地球上形成的挖掘或結構的裝置，以獲取液體資源（通常是水）。最古老和最常見的井是水井，用於獲取地下含水層中的地下水。井水由泵浦或使用機械或手動提升的容器（例如水桶或大水袋）抽取。水也可以透過井注入回含水層。
傳統上，水井是透過手工挖掘打井的，發展中國家農村地區的情況仍然如此。這些井價格便宜且技術含量低，因為它們主要使用體力勞動，隨著挖掘的進行，結構可以用磚或石頭襯裡。一種更現代的方法稱為沉箱，使用預製鋼筋混凝土井環，將其放入孔中。打入井可以用具有井眼結構的鬆散材料建造，該結構由硬化打入點和穿孔管篩網組成，然後安裝泵來收集水。可以透過手動鑽孔方法或使用鑽孔中的鑽頭進行機器鑽孔來挖掘更深的井。鑽井通常採用由鋼或塑膠製成的工廠製造的管道。與挖井相比，鑽井可以在更深的地方取水。

## 歷史
中國傳說是伯益發明了井。

中華人民共和國浙江省舟山市的四眼井

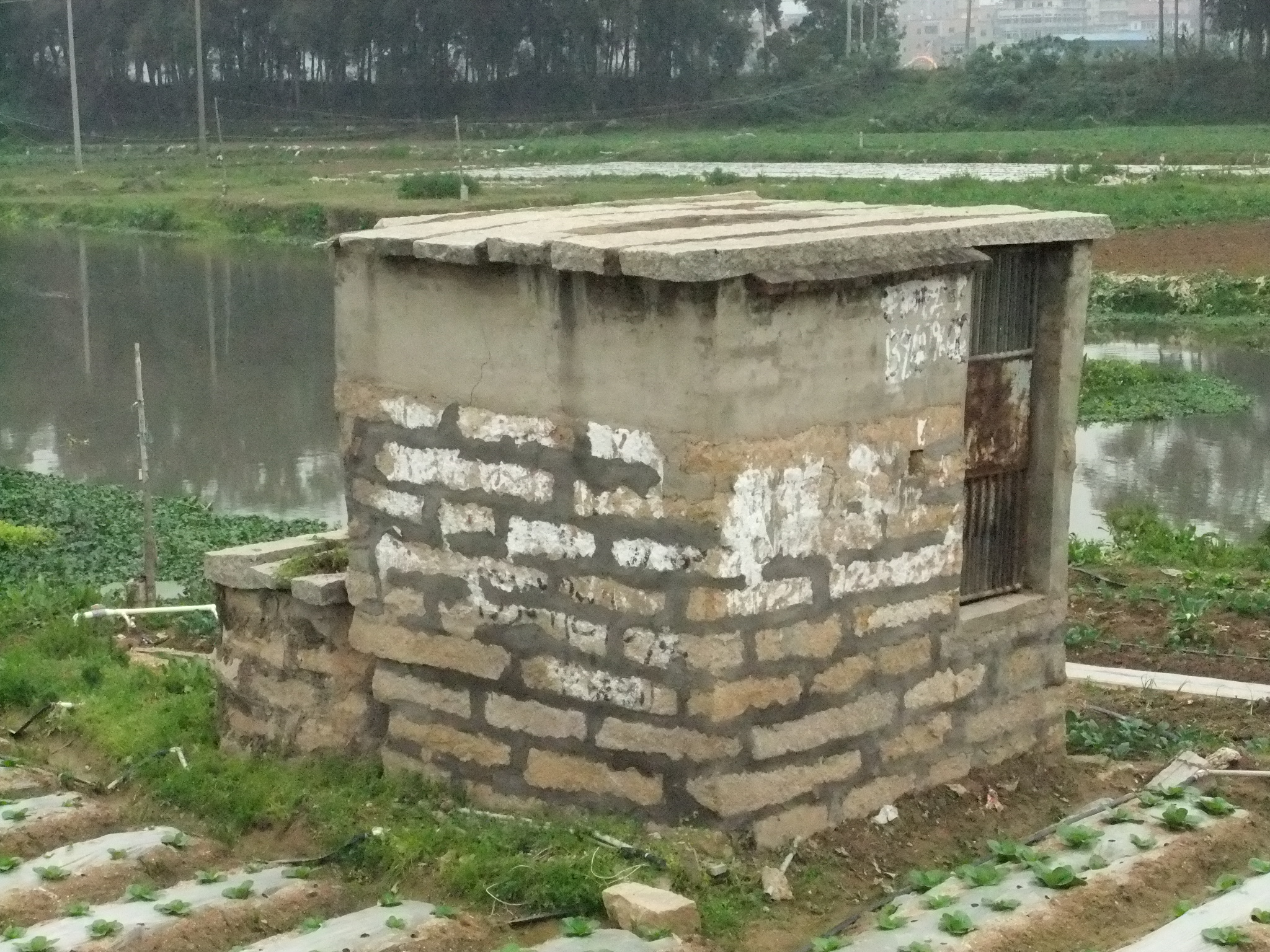
加蓋井

歷史上其建造方式各不相同，遠古時代即有水井，《易經》記“改邑不改井”。孔颖达疏：“古者穿地取水，以瓶引汲，谓之为井。”在西元前721年，伊朗有坎兒井。文震亨的《長物志·鑿井》介紹了當時鑿井、用水以及供井神的情況：“泉井水味浊，不可供烹煮；然浇花洗竹，涤砚拭几，俱不可缺。凿井须于竹树下，深见泉脉，上置轱辘引汲，不则盖一小亭覆之。石栏古号‘银床’，取旧制最大而有古朴者置其上。井有神，井旁可置顽石，凿一小龛，遇岁时奠以清泉一杯，亦自有致”。
吴地信仰井神，称“井泉童子”。
井字形，或稱井形，是平面設計的圖形。街道佈局也有井形的街道。
在澳門，由於淡水缺乏，昔日有規定有井的家庭排上有「井」和「P」 （葡萄牙語井的首字母）的木牌讓消防隊救火時知悉。

## 選址
在挖掘之前，如果可能的話，應了解有關地質、地下水位深度、季節波動、補給區域和補給率的資訊。這項工作可以由水文地質學家或地下水測量員使用各種工具來完成，包括電震測量、附近井中的任何可用資訊、地質圖，有時還包括地球物理成像。這些專業人員提供的建議幾乎與具有附近井/鑽孔經驗和知識的鑽井人員一樣準確，並根據預期目標深度提供最合適的鑽井技術。

## 延伸阅读
[在维基数据编辑]
 《欽定古今圖書集成·方輿彙編·坤輿典·井部》，出自陈梦雷《古今圖書集成》

## 外部連結
- Sustainable Groundwater Development theme of the Rural Water Supply Network (RWSN) （页面存档备份，存于）
- Water Portal – Akvopedia （页面存档备份，存于）
- Sustainable Sanitation and Water Management Toolbox （页面存档备份，存于）
- U.S. Centers for Disease Control and Prevention (CDC) Healthy Water – Water Wells （页面存档备份，存于） Site covering well basics, guidelines for proper siting and location of wells to avoid contamination, well testing, diseases related to wells, emergency well treatment and other topics.
- US Geological Survey – Ground water: Wells （页面存档备份，存于）
- US Geological Survey – Water Science Pictures Flowing Artesian Well （页面存档备份，存于）
- Drilling wells 18 extremely useful questions and answers （页面存档备份，存于）
- American Ground Water Trust （页面存档备份，存于）
- Lifewater International Technical Library 的存檔，存档日期2013-06-16.
- Well Construction Technical Resources for NGOs （页面存档备份，存于）